# Ivona Brdjanovic
Ivona Brdjanovic (Ivona Brđanović, kyrillisch: Ивона Брђановић; * 1986 in Doboj in Jugoslawien, heute Bosnien und Herzegowina) ist eine Schweizer Dramatikerin, Drehbuchautorin und Schriftstellerin.

## Leben
Ivona Brdjanovic zog 1991 wegen des Bosnienkriegs mit ihrer Mutter von Jugoslawien nach Zürich. Sie arbeitete in Bars, Tankstellen und Spitälern und studierte nach ihrer Matur zuerst Umweltingenieurwesen in Zürich. Im Jahr 2015 schloss sie dann den Bachelor im Literarischen Schreiben am Schweizerischen Literaturinstitut in Biel ab und studierte danach 2019 im Master an der Zürcher Hochschule der Künste Zürich Film im Bereich Drehbuch. In ihren Texten widmet sie sich vor allem migrantischen und queerfeministischen Themen.
Ivona Brdjanovic erhielt für ihr Romanmanuskript 2017 einen Werkbeitrag des Kantons Zürich. Sie wirkt schweizweit bei der Organisation von diversen Lesungen sowie performativen Inszenierungen mit und nahm im Jahr 2019 an der Schreibwerkstatt Dramenprozessor am Theater Winkelwiese teil. Ihr Stück Jemandland wurde während der Spielzeit 2018/19 am Stadttheater Bern uraufgeführt.
Als Essayistin und Journalistin publiziert sie unter anderem Texte in der NZZ; WOZ, die Wochenzeitung; Fabrikzeitung; Aargauer Zeitung und vielen anderen Magazinen. Ivona Brdjanovic ist außerdem gemeinsam mit Donat Blum die Mitherausgeberin des ersten und einzigen queeren Literaturmagazins Glitter.
Im Jahr 2020 wurde ihr Kurzfilmdrehbuch Bele noći an der ZHdK vom Regisseur Andrea Popović realisiert.

## Auszeichnung und Stipendien
- 2021: Kulturelle Auszeichnung der Stadt Zürich, Literatur für das Magazin Glitter
- 2019: Aufenthaltsstipendium Literarisches Colloquium Berlin
- 2018/19: Werkstatt für Szenisches Schreiben Dramenprozessor Theater Winkelwiese
- 2017: Werkbeitrag / Werkjahr des Kantons Zürich

### Theaterautorin
- Hirndränierung, Szenische Inszenierung Fabriktheater Zürich; 2017
- Jemandland, Schauspiel, Uraufführung 2019, Stadttheater Bern; Regie Sophia Aurich

### Drehbuchautorin
- Bele noći, Kurzfilm Drehbuch; 2020

### Essays und andere Schriften (Auswahl)
- Prominenz, Porno & Projektion, 2015
- Diskokugeln aus Papier. Übersetzung aus dem Serbischen von Dragoslava Barzut, „Papirne diskokugle“
- Ich bin nicht von hier; NZZ 2019
- Wir sind kein Roadtrip durch Bosnien und Herzegowina, wir sind nicht die Blasmusik, zu der man zappelt, 2019 in WOZ, die Wochenzeitung
- Ein Fragenkatalog trobadora.montage; Inspiriert von Irmtraud Morgners Roman «Leben und Abenteuer der Trobadora Beatriz nach Zeugnissen ihrer Spielfrau Laura» erschienen bei essais agités, ISBN 978-3-907199-06-0; 2019
- Wir vom Balkan sind auf den Pranger abonniert; 2020 swissinfo
- Während ihr klatscht, Das Lamm; 2020